# 中国共产党第十五次全国代表大会
中国共产党第十五次全国代表大会，簡稱中共十五大，于1997年9月12日至18日在北京召开，出席大会的代表2,048人、特邀代表60人，代表當時全国5900万党员。此外，中央邀请党内有关负责同志和党外人士列席这次大会。
列席这次大会的有：不是十五大代表的十四届中央委员会委员、候补委员和中央纪律检查委员会委员；不是十五大代表、特邀代表的原中央顾问委员会委员；不是十五大代表或特邀代表的党内部分老同志，以及其他有关的同志，共296人。还邀请了国家副主席、全国人大常委会党外副委员长、全国政协党外副主席，各民主党派、全国工商联负责人和无党派人士，以及全国人大、全国政协常委中在京党外人士和部分少数民族、宗教界人士等140位作为来宾列席大会开幕式和闭幕式。
大会的议程是：（1）听取和审查十四届中央委员会的报告；（2）审查中央纪律检查委员会的工作报告（书面）；（3）审议通过《中国共产党章程修正案》；（4）选举第十五届中央委员会；（5）选举新一届中央纪律检查委员会。 
李鹏主持大会开幕式。江泽民代表第十四届中央委员会向大会作了题为《高举邓小平理论伟大旗帜　把建设有中国特色社会主义事业全面推向二十一世纪》的报告。
大会批准了江泽民代表十四届中央委员会所作的报告；通过了关于十四届中央委员会报告的决议；通过了关于中央纪律检查委员会工作报告的决议；通过了关于《中国共产党章程修正案》的决议。 
大会通过决议，把邓小平理论确立为中国共产党的指导思想并写入党章，明确规定中国共产党以马克思列宁主义、毛泽东思想、邓小平理论作为自己的行动指南。
大会以无记名投票方式，选举出由193名委员、151名候补委员组成的十五届中央委员会。选举出中央纪律检查委员会委员115名。
中共十五大把邓小平理论确定为中共的指导思想，把依法治国确定为治国的基本方略，把坚持公有制为主体、多种所有制经济共同发展，坚持按劳分配为主体、多种分配方式并存，确定为中国在社会主义初级阶段的基本经济制度和分配制度。中共十五大報告還將知识分子認定為工人阶级的一部分。

## 大会机构
中国共产党第十五次全国代表大会主席团名单
（共217人）
（按姓氏笔画为序）
丁文昌　丁关根　　珍　于永波（满族）　万　里　习仲勋　王　克　王丙乾　王乐泉　王汉斌　王兆国　王启人　王启民　王茂林　王忠禹　王梦奎　王森浩　王瑞林　乌力吉（蒙古族）　方祖岐　尹克升　邓朴方　左焕琮　布　赫（蒙古族）　卢荣景　卢瑞华　叶选平　田成平　田纪云　史大桢　史玉孝　白立忱（回族）　白清才　令狐安　包叙定　司马义·艾买提（维吾尔族）　邢世忠　邢贲思　成克杰（壮族）　朱　训　朱开轩　朱光亚　朱丽兰（女）　朱育理　朱镕基　乔　石　伍绍祖　伍修权　任仲夷　任建新　多吉才让（藏族）　刘　江　刘　英（女）　刘　淇　刘云山　刘中一　刘方仁　刘延东（女）　刘仲藜　刘华秋　刘华清　刘纪原　刘明祖　刘忠德　刘精松　江村罗布（藏族）　江泽民　汝　信　阮崇武　孙晋芳（女）　孙家正　杜铁环　李　鹏　李长春　李克强　李岚清　李伯勇　李国安　李泽民　李建国　李贵鲜　李素丽（女）　李铁映　李瑞环　李锡铭　李新良　杨白冰　杨汝岱　杨怀庆　杨尚昆　杨国庆　杨静仁（回族）　束怀德　肖　扬　肖　克　吴　仪（女）　吴邦国　吴金印　吴学谦　吴官正　吴贻弓　吴基传　邱娥国　何添发　何椿霖　邹家华　汪家镠（女）　宋　平　宋　健　宋任穷　宋瑞祥　宋德福　迟浩田　张　震　张丁华　张万年　张立昌　张全景　张志坚　张思卿　张俊九　张维庆　张皓若　张德江　张德邻　阿不来提·阿不都热西提（维吾尔族）　陈　虹　陈云林　陈邦柱　陈光毅　陈明义　陈奎元　陈俊生　陈敏章　陈焕友　陈锦华　陈慕华（女）　邵华泽　罗　干　周永康　周光召　郑必坚　项怀诚　胡　绳　胡启立　胡思得　胡富国　胡锦涛　钮茂生（满族）　侯　捷　侯宗宾　逄先知　闻世震　姜春云　姜恩柱　洪学智　贺美英（女）　耿　飚　耿昭杰　桂世镛　贾　军　贾庆林　贾志杰　贾春旺　顾秀莲（女）　钱正英（女）　钱其琛　钱学森　铁木尔·达瓦买提（维吾尔族）　倪志福　徐才厚　徐永清　徐匡迪　徐有芳　徐惠滋　徐鹏航　高占祥　郭东坡　郭振乾　郭超人　唐家璇　陶驷驹　黄　菊　黄火青　黄启璪（女）　黄镇东　曹　志　曹刚川　曹庆泽　曹伯纯　龚育之　盛华仁　阎海旺　尉健行　隋永举　彭珮云（女）　葛洪升　蒋心雄　韩杼滨　程维高　傅全有　舒惠国　曾庆存　曾庆红　曾建徽　曾培炎　温家宝　谢　非　谢世杰　路甬祥　廖　晖　赛福鼎·艾则孜（维吾尔族）　翟泰丰　滕文生　薄一波　戴秉国（土家族）　戴相龙
中国共产党第十五次全国代表大会主席团常务委员会名单
（共33人）
江泽民　李　鹏　乔　石　李瑞环　朱镕基　刘华清　胡锦涛　丁关根　田纪云　李岚清　李铁映　杨白冰　吴邦国　邹家华　姜春云　钱其琛　黄　菊　尉健行　谢　非　温家宝　王汉斌　杨尚昆　万　里　宋　平　薄一波　宋任穷　张　震　张万年　迟浩田　任建新　叶选平　吴学谦　侯宗宾
中国共产党第十五次全国代表大会秘书长名单
胡锦涛
中国共产党第十五次全国代表大会副秘书长名单
丁关根　温家宝　曾庆红
中国共产党第十五次全国代表大会代表资格审查委员会名单
（共19人）
- 主　任：尉健行
- 副主任：张全景　周子玉
- 委　员：（按姓氏笔画为序）毛致用　乌力吉（蒙古族）　尹凤岐　尹克升　关壮民（满族）　李长春　李克强　李铁林　张丁华　张德江　阿不来提·阿不都热西提（维吾尔族）　热　地（藏族）　贾　军　贾庆林　黄启璪（女）　曹庆泽

## 关联条目
- 中国共产党第十五届中央委员会
  - 中国共产党第十五届中央委员会委员列表
  - 中国共产党第十五届中央委员会候补委员列表
- 五二九讲话

| 前任： 中国共产党第十四次全国代表大会 | 中国共产党全国代表大会 第十五次 | 繼任： 中国共产党第十六次全国代表大会 |